# Type 10374 SNCV
Pour les articles homonymes, voir BLC.
Le type 10374 ou BLC du nom de son constructeur est un type d'automotrice électrique et remorque pour tramway de la Société nationale des chemins de fer vicinaux (SNCV).

## Histoire

### Premier projet et construction
Pendant la seconde Guerre mondiale, la SNCV élabore les plans d'une série homogène de motrices et remorques conçue pour fonctionner en rame de grande capacité sur un modèle similaire aux Großraumwagen (de) suisses ou allemands, mais le projet est finalement abandonné. En 1949 cependant, la SNCV fait construire par les Usines de Braine-le-Comte une série homogène de 21 motrices et 24 remorques légères sur ce principe numérotées 10374 à 10394 pour les motrices et 19456 à 19479 pour les remorques. Celles-ci prennent le nom de BLC du nom de l'usine de construction.

### Affectation
Les motrices sont livrées à partir d'août 1949 jusqu'en janvier 1950, elles sont affectées au groupe du Hainaut sur les réseaux du Centre et de Charleroi, employées principalement sur les lignes 30 (31), 36, 62, 65/66, 68 (67, 69), 80 (82), 84, 85/86 avec ou sans remorque homogène. Une série de sept motrices est néanmoins affectée à titre d'essai entre 1951 et 1952 à la ligne B Bruxelles - Louvain en remplacement des motrices de type PCC.
Les motrices sont progressivement déclassées entre 1962 et 1967. Les remorques continuent d'être utilisées avec des motrices type S ou Standard-unidirectionnelles, elles sont progressivement déclassées entre 1967 et les années 1980.

## Caractéristiques

### Générales

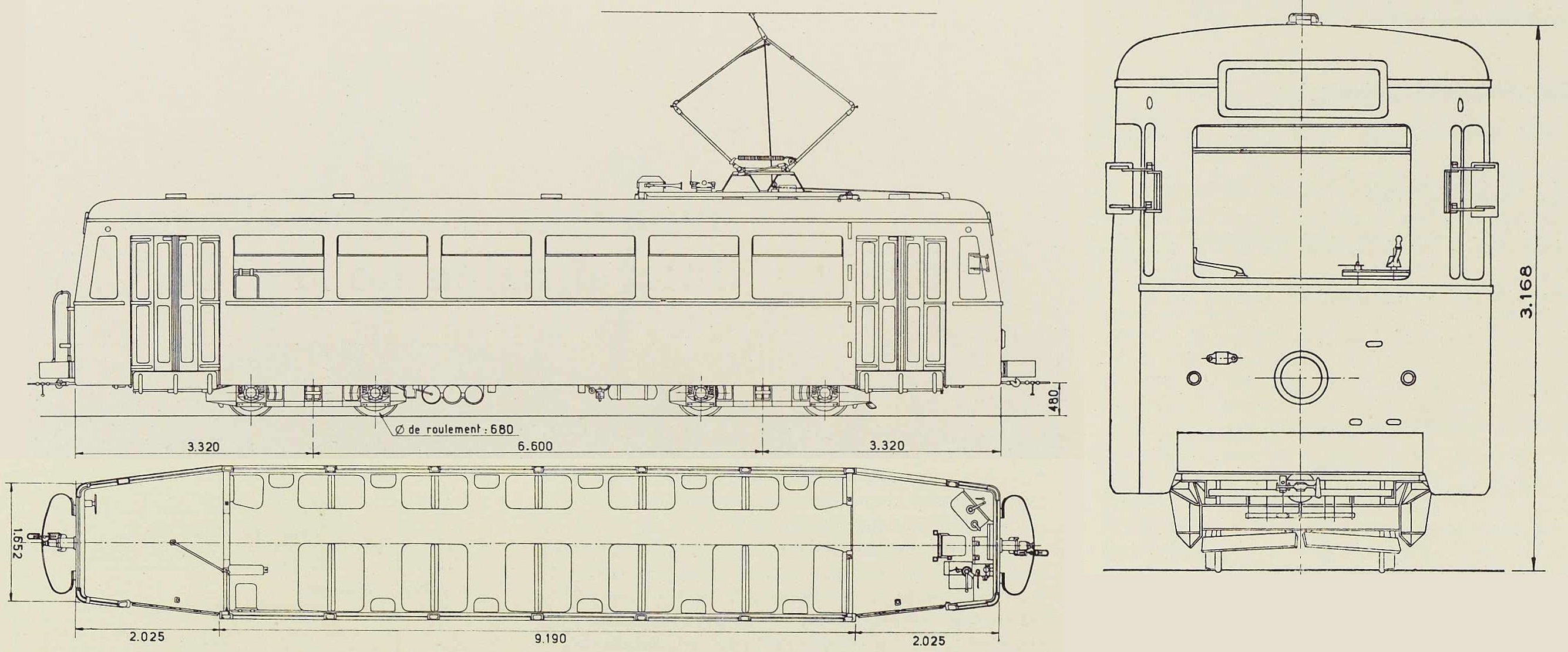
Plan.

| /                                 | Motrices    | Motrices    | Remorques   |
| Nombre construits                 | 15          | 6           | 24          |
| Numéros                           | 10374-10388 | 10389-10394 | 19456-19479 |
| Écartement [mm]                   | 1 000       | 1 000       | 1 000       |
| Longueur hors-caisse [mm]         | 13 240      | 13 240      |             |
| ... hors-tout [mm]                | 14 190      | 14 190      |             |
| Hauteur hors-caisse [mm]          | 3 168       | 3 168       |             |
| Entraxe bogies [mm]               | 6 600       | 6 600       |             |
| Porte-à-faux hors-caisse [mm]     | 3 320       | 3 320       |             |
| ... hors-tout [mm]                | 3 795       | 3 795       |             |
| Nombre de bogies moteurs+porteurs | 2+0         | 2+0         | 0+2         |
| Poids à vide [t]                  | 17,15       | 17,15       |             |
| Disposition des essieux           | B'B'        | B'B'        | 2'2'        |
| Sources.                          |             |             |             |

### Conception
Les motrices et remorques sont unidirectionnelles, munies de 2 portes en extrémité de caisse. Les motrices sont selon les plans élaborés durant la guerre prévues pour être exploitées en rame de grande capacité motrice et remorque.

### Livrées
- crème (d'origine)
- rouge autobus

## Matériel préservé
L'Association pour la sauvegarde du vicinal (ASVi) a sauvegardé la motrice 10393. Elle est actuellement en attente de restauration.